# David Cameron
David William Donald Cameron, angleški politik, * 9. oktober 1966, Marylebone, London, Anglija, Združeno kraljestvo.
Doštudiral je filozofijo, politiko in ekonomijo na Kolidžu Brasenose v Oxfordu. Pridružil se je konzervativnemu raziskovalnemu oddelku in postal posebni svetovalec Normanu Lamontu in kasneje Michaelu Howardu. Sedem let je bil direktor družbe Carlton Communications. Prvič je kandidiral za parlament leta 1997 v volilnem okraj Stafford s poudarkom na evroskepticizmu, v nasprotju s tedanjo politiko stranke je nasprotoval tudi članstvu v Evroobmočju in za malo ostal izven parlamenta. Prvič je bil izvoljen v parlament leta 2001 v volilnem okraju Witney. Dve leti za tem je napredoval na prvo klop opozicije in na hitro postal glavni koordinator med volitvami leta 2005. Kot mladosten in moderen kandidat, ki bi znal privabiti mlajše volivce, je bil leta 2005 izvoljen za predsednika konzervativne stranke.
Po razpustitvi parlamenta in izrednih volitvah leta 2010 je postal predsednik vlade kot voditelj koalicije med konzervativci in Liberalnimi demokrati. 43-letni Cameron je postal najmlajši predsednik vlade od Lorda Liverpoola leta 1812, pred tem je bil najmlajši Tony Blair maja 1997. Na volitvah leta 2015 je bil Cameron ponovno izvoljen za predsednika vlade, konzervativna stranka pa je presenetljivo dosegla večino, prvič po letu 1992, čeprav so jih predvolilne ankete stalno uvrščale na drugo mesto. Cameron je prvi predsednik vlade, ki je bil po prvem mandatu takoj izvoljen za drugi mandat z večjo podporo volivcev po Lordu Salisburyju leta 1900, in edini predsednik vlade ob Margaret Thatcher, ki je dosegel večjo večino ob ponovni izvolitvi.
Cameronovo vladavino je zaznamovala finančna kriza, ki je pripeljala do primanjkljaja v proračunu, ki ga je njegova vlada poskušala zmanjševati s politiko rezov. Uvedla je velike spremembe v blaginji, priseljenski politiki, izobraževanju in zdravstvu z reformami med letoma 2010 in 2014. Leta 2011 je Cameron kot prvi evropski predsednik vlade vložil veto na sporazum Evropske unije. Leta 2011 je njegova vlada izvedla referendum o volilni reformi in leta 2014 dovolila referendum o neodvisnosti Škotske, ki je bil zavrnjen. Za leto 2017 je napovedal referendum o obstanku Združenega kraljestva v Evropski uniji. Leta 2013 je Cameron kot prvi predsednik konzervativne stranke napovedal sprejetje zakona o istospolni zakonski zvezi.
13. julija 2016 je odstopil s položaja predsednika vlade. Nasledila ga je strankarska kolegica Theresa May. Leta 2023 ga je Rishi Sunak imenoval za zunanjega ministra in postal je dosmrtni vrstnik barona Camerona iz Chipping Nortona. V njegovem mandatu zunanjega ministra so prevladovale ruska invazija na Ukrajino, vojna med Izraelom in Hamasom ter humanitarna kriza v Gazi. Potem porazu konservativcev na splošnih volitvah leta 2024 se je Cameron umaknil iz aktivne politike. Kljub temu ohranja svoj sedež v lordski zbornici.